# Kolleg
Mit Kolleg (über Colleg von lateinisch collegium Gemeinschaft) wird eine akademische Studiengemeinschaft bezeichnet. Je nach Region wird ein unterschiedlicher Lernschritt darunter verstanden, von der Sekundarstufe in Frankreich, dem Collège, bis zu einer Variante der Universitätsfakultät, dem College.
An den mittelalterlichen Universitäten war das Kolleg eine Gruppe von Studenten und Lehrern, die gemeinsam in einem Haus lebten und arbeiteten, das auf einer Stiftung beruhte. In dieser Bedeutung sind die Kollegien (College) in Oxford und Cambridge erhalten geblieben.

## Deutschland

### Bauliche Traditionen
Die ursprüngliche Bedeutung des mittelalterlichen Kollegs ist an deutschen Universitäten heute  nur noch in Gebäudenamen erhalten, so etwa bei den Kollegien der Universität Leipzig.

### Studium generale
Am Leibniz Kolleg in Tübingen und am Salem Kolleg in Überlingen am Bodensee werden nach dem Abitur ein einjähriges Studium generale vermittelt. Sie sind die Vorbilder für ein „Orientierungsstudium“, welches zunehmend an Hochschulen angeboten wird.

### Abitur über Umwege
Auch ein Institut der Erwachsenenbildung zur Erlangung der allgemeinen Hochschulreife wird Kolleg genannt. In der Regel braucht man drei Jahre, bis man das bundesweite Abitur ablegen kann. Nach zwei Jahren ist es meist möglich, den schulischen Teil der Fachhochschulreife zu erlangen. Der Unterricht wird, anders als am Abendgymnasium, tagsüber erteilt und richtet sich somit an ehemals Berufstätige, die per Vollzeitunterricht ihre schulische Qualifikation erweitern wollen. Es ist also neben dem Besuch des Kollegs somit zeitlich und rechtlich nicht möglich, weiter in einem Beruf zu arbeiten – „Nebenjobs“ ausgenommen.
Voraussetzung für den Besuch eines Kollegs ist in der Regel der Realschul- oder ein vergleichbarer Abschluss und eine bereits abgelegte Berufsausbildung. Ersatzweise werden aber auch die Führung eines Familienhaushaltes bzw. nachgewiesene Arbeitslosigkeit und eine mehrjährige berufliche Tätigkeit akzeptiert. Das Mindestalter beträgt 18 Jahre. Je nach Bundesland gibt es unterschiedliche Regelungen.
Die sogenannte Einführungsphase (11. Klasse) wird genutzt, um das Grundwissen für die zweijährige Qualifikationsstufe zu erlangen. In einigen Kollegs gibt es vor dem eigentlichen Kollegbesuch Vorkurse, z. B. an den Kollegs in Berlin, um brachliegendes Wissen in zentralen Fächern aufzufrischen. In einigen Bundesländern ist zudem ein Aufnahmetest vorgeschrieben.
Die Fächerauswahl und die Abiturprüfungen an einem Kolleg orientieren sich an denen des allgemeinen Gymnasiums, wobei bei der Fächerwahl die Einschränkungen des für das Bundesland zuständigen Kultusministeriums zu beachten sind. Auch die Möglichkeiten am gewählten Kolleg können zu Einschränkungen führen. Außerdem kann es je nach Bundesland für die Abiturprüfungen abweichende Regelungen geben.
Zur Finanzierung wird in der Regel elternunabhängiges BAföG gewährt, welches nicht zurückgezahlt werden muss.
Das Kolleg ist eine Einrichtung des Zweiten Bildungswegs und nicht zu verwechseln mit der Kollegschule (in NRW), die eine Einrichtung des Ersten Bildungswegs war und inzwischen in der Schulform Berufskolleg aufgegangen ist.

## Österreich
Im österreichischen Schulsystem ist ein Kolleg (die Betonung liegt auf der ersten Silbe: Kolleg) eine Schulform der Ergänzung nach der Matura einer allgemein bildenden (AHS), um zusätzlich einen über den Abschluss einer berufsbildenden höheren Schule (BHS, z. B. Handelsakademie, HTL) vergleichbaren Berufsabschluss zu erhalten. Außerdem können Absolventen einer BHS oder beruflich Ausgebildete hier eine berufseinschlägige Weiterbildung abschließen. Es dauert in der Regel zwei, in manchen Branchen auch drei Jahre, und endet mit einer Diplomprüfung und der Gewerbeberechtigung.
Angeboten werden Aufbaulehrgänge – meist in Kombination mit einem Aufbaulehrgang für BHS-/Fachschulabsolventen oder mit Lehrabschluss – von den meisten BHS in ihrem Fachgebiet, und den speziellen höheren Lehranstalten für Berufstätige, wie auch am WIFI und bfi, in eigenen Klassen, oder berufsbegleitend als Abendschule.
Im Speziellen gibt es Kollegs in folgenden Schulformen:
- Kollegs an technisch gewerblichen höheren Schulen (im engeren Sinn, THS)
- Kollegs für Bekleidung an technisch gewerblichen höheren Schule
- Kollegs für Fremdenverkehr an technisch gewerblichen höheren Schulen
- Kollegs für Kunstgewerbe an technisch gewerblichen höheren Schulen
- Kollegs an kaufmännischen höhere Schulen (KHS)
- Kollegs an wirtschaftsberuflichen höheren Schulen (WHS)
- Kollegs an höheren Schulen für Kindergartenpädagogik (Bakip)
- Kollegs an höheren Schulen für Sozialpädagogik (BASOP)

Siehe auch:
- Berufsreifeprüfung (Österreich) – ein anderer Bildungsweg zum Studienzugang
- Schulsystem in Österreich – ein Überblick
- Liste der Schulformen in Österreich

## Litauen
Das Kolleg (Kolegija) in Litauen ist eine nicht universitäre Hochschule. Sie verleiht den Grad Berufsbachelor. Voraussetzung für den Besuch eines litauischen Kollegs ist der Abschluss eines Gymnasiums oder einer Mittelschule mit Abitur.

## Weitere Bedeutungen

### Vorlesung
Unter Kolleg versteht man auch eine Vorlesung (lat. collegium) im Universitätsstudium. Studenten pfleg(t)en ihre Aufzeichnungen in Kolleghefte einzutragen. Erhalten hat sich diese Bedeutung in Telekolleg und Funkkolleg.

### Graduiertenkollegs
Seit 1985 gibt es in Deutschland spezielle Graduiertenkollegs für Doktoranden.

### Spezielle Universitätseinrichtungen
An manchen Universitäten wird der Begriff Kolleg für spezialisierte Studien- und Forschungseinrichtungen verwendet, etwa das Europa-Kolleg an der Universität Hamburg.

### Kirchliche Trägerschaft
Schulen oder Hochschule in kirchlicher Trägerschaft werden oft als Kolleg (Plural: "die Kollegien") bezeichnet; das betrifft vor allem die Einrichtungen des Jesuitenordens. Kollegien waren zur Zeit des Ignatius von Loyola, einem der Gründer des Ordens, die Wohnheime für Studenten an Universitäten, die aber zum Teil auch Lehrveranstaltungen anboten. Entsprechend waren Kollegien die Häuser für studierende und dann auch lehrende Jesuiten, in einer zweiten Phase auch Gymnasien im heutigen Sinne. Da diese Einrichtungen auf Dauer angelegt waren, wurde ihnen als Ausnahme zugestanden, festen Besitz zu haben, aus dessen Erträgen sich die Schule oder Universität finanzieren konnte (vgl. Artikel Jesuitenschule).
In Deutschland gibt es drei Schulen in Trägerschaft des Jesuitenordens (Kolleg St. Blasien; Aloisiuskolleg, Bonn-Bad Godesberg, Canisius-Kolleg, Berlin) sowie in Deutschland und Österreich (Linz, Wien-Kalksburg) einige weitere, die in derselben Tradition stehen und an denen jesuitische Pädagogik vermittelt wird; das Boston College hat – obwohl es eine Universität ist – den Namen Kolleg beibehalten. Die Hochschulen der Jesuiten werden intern häufig weiterhin Kolleg genannt (vgl. auch die Liste von Jesuiten-Schulen und Universitäten in Europa).
Andere Kollegien in katholischer Trägerschaft tragen ebenfalls aus diesem Grund den Namen "Kolleg", zum Beispiel das Kolleg St. Thomas der Dominikaner in Vechta, das Kolleg St. Sebastian in Stegen oder das Kolleg der Schulbrüder in Illertissen.
Als Sprachenkolleg werden meist kirchliche Einrichtungen bezeichnet, die zur Vorbereitung auf das Universitätsstudium Deutsch oder alte Sprachen unterrichten.